# دانيلا جونسون
دانيلا جونسون (بالإنجليزية: Danielle Johnson)‏ هي لاعبة كرة قدم أمريكية، ولدت في 17 نوفمبر 1987 في باتون روج في الولايات المتحدة. لعبت مع سكاي بلو.